# August de Saxònia-Weissenfels

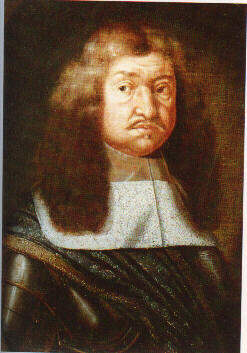

August de Saxònia-Weissenfels (en alemany August von Sachsen-Weißenfels) va néixer a Dresden (Alemanya) el 13 d'agost de 1614 i va morir a Halle el 4 de juny de 1680. Era un noble alemany, el segon fill de l'elector Joan Jordi I de Saxònia (1585-1656) i de la princesa Magdalena Sibil·la de Prússia (1587-1659).
Amb només 13 anys, el 23 de gener de 1628, August va ser elegit administrador de l'arquebisbat de Magdeburg. No obstant això, no va poder assumir el seu càrrec, ja que el 20 de maig de 1631, després de set mesos de setge i saqueig de Magdeburg, la ciutat va ser presa per les tropes imperials de l'arxiduc Leopold Guillem d'Àustria. La Pau de Praga (1635) va confirmar el seu domini sobre la ciutat, però no va ser fins tres anys més tard que les tropes sueques van expulsar l'exèrcit dels Habsburg i August va recuperar el títol d'administrador de la ciutat. Amb ell al capdavant va iniciar la reconstrucció de la ciutat.
A la mort del seu pare, el 1656, el ducat de Saxònia es dividí entre els seus quatre fills, i a August li va correspondre el nou ducat de Saxe-Weissenfels que incloïa la ciutat de Querfurt. Més tard va incorporar el domini de Barby amb la mort sense descendència del comte August Lluís, El 1660 va emprendre la construcció del nou palau d'Augustusburg a Weissenfels, que no va poder veure acabat.

## Matrimoni i fills
El 23 de novembre de 1647 es va casar a Schwerin amb Anna Maria de Mecklenburg-Schwerin (1627-1667), filla del duc Adolf Frederic I de Mecklenburg-Schwerin (1588-1658) i de la comtessa Anna Maria d'Ostfriesland (1601-1634). El matrimoni va tenir els següents fills: 
- Magdalena Sibil·la (1648-1681), casada amb el duc Frederic I de Saxònia-Gotha-Altenburg (1646-1691).
- Joan Adolf (1649-1697), casat primer amb Joana Magdalena de Saxònia Altenburg (1656-1686) i després amb Cristina Guillemina Bünau.
- August (1650-1674), casat amb Carlota de Hessen-Eschwege.
- Cristià (1652-1689).
- Anna Maria (1653-1671).
- Sofia (1654-1724), casada amb el príncep Carles Guillem d'Anhalt-Zerbst (1652-1718).
- Caterina (1655-1663).
- Cristina (1656-1698), casada amb el príncep August Frederic de Schleswig-Holstein-Gottorp (1646-1705).
- Enric (1657-1728), casat amb Elisabet Albertina d'Anhalt-Dessau.
- Albert (1659-1692), casat amb Cristina Teresa de Löwenstein-Wertheim-Rochefort.
- Elisabet (1660-1663).
- Dorotea (1662-1663).

Després de la mort de la seva dona, l'11 de desembre de 1669, es va casar per segona vegada el 29 de gener de 1672 a Halle amb Joana Walpurgis de Leiningen-Westerburg, filla del comte Jordi Guillem de Leiningen-Westerburg i de Sofia Elisabet de Lippe-Detmold. Fruit d'aquest segons matrimoni nasqueren: 
- Frederic (1673-1715), casat amb Emília Agnès de Reuss-Schleiz.
- Maurici (1676-1695).
- Un fill nascut mort el 1679.